# Trolltjärnen (Överkalix socken, Norrbotten)
Trolltjärnen är en sjö i Överkalix kommun i Norrbotten och ingår i Kalixälvens huvudavrinningsområde. Sjöns area är 0,04 kvadratkilometer och den befinner sig 95 meter över havet.